# Brandon Lyon
Brandon James Lyon (né le 10 août 1979 à Salt Lake City, Utah, États-Unis) est un lanceur de relève de la Ligue majeure de baseball qui évolue de 2001 à 2013.

## Carrière

### Blue Jays de Toronto
Brandon Lyon est drafté en juin 1999 par les Blue Jays de Toronto.
Lyon a commencé sa carrière dans le baseball majeur au milieu de la saison 2001, affichant une fiche respectable de 5-4 avec une moyenne de points mérités de 4.29 en 11 départs pour les Blue Jays de Toronto. Il était alors le deuxième plus jeune lanceur dans l'histoire des Blue Jays à avoir une fiche gagnante[réf. nécessaire]. Toutefois, la saison 2002 a été plus difficile pour Lyon.
Lyon a commencé la saison comme lanceur partant pour les Jays, mais il a perdu ses premières décisions de la saison, incluant un match le 10 avril au Yankee Stadium dans lequel il a accordé 7 points mérités, et de même contre les Giants de San Francisco au Rogers Centre le 11 juin. Lyon a alors été évincé de la rotation des partants et utilisé comme releveur. Il a fait ses débuts dans ce rôle au Fenway Park, contre les Red Sox, lançant 3 1/3 manches. En 5 apparitions comme releveur, Lyon n'a pas eu de décisions et a présenté une moyenne de points mérités de 5.19. Après la saison, les Red Sox de Boston ont réclamé Lyon au ballotage.

### Red Sox de Boston
Les Red Sox ont converti Lyon en lanceur de relève de manière définitive, et Lyon a effectué 49 apparitions au monticule en 2003, obtenant 9 sauvetages en 12 tentatives, et retirant 50 frappeurs sur trois prises en 59 manches lancées. Lyon a raté la saison 2004 au complet en raison d'une blessure.

### Diamondbacks de l'Arizona
En 2005, Lyon est revenu au jeu avec les Diamondbacks de l'Arizona et s'est amélioré, obtenant 14 sauvetages en 15 tentatives, en 32 apparitions au monticule. Toutefois, il a raté une bonne partie de la deuxième moitié de la saison en raison d'une blessure. En 2006, Lyon a connu une solide saison, présentant une fiche de 2-4 et une moyenne de points mérités de 3.89 en 68 matches.

### Tigers de Detroit
Il a signé un contrat d'un an avec les Tigers de Detroit en janvier 2009.

### Astros de Houston
Devenu agent libre, il signe un contrat de 3 ans avec les Astros de Houston en décembre 2009. 
Il joue 79 parties en 2010 et maintient une bonne moyenne de points mérités de 3,12 en 78 manches lancées. Il enregistre 20 sauvetages.
En mai 2011, il est placé sur la liste des joueurs blessés pour des douleurs à l'épaule droite et au bras droit. Après un bref retour au jeu en juin, il retourne sur la liste des blessés. Une opération au biceps droit et à l'épaule met ensuite un terme à une saison où il n'aura joué que 15 parties et présenté une moyenne de points mérités de 11,48 en 13 manches et un tiers lancées, avec 4 sauvetages.

### Deuxième passage à Toronto

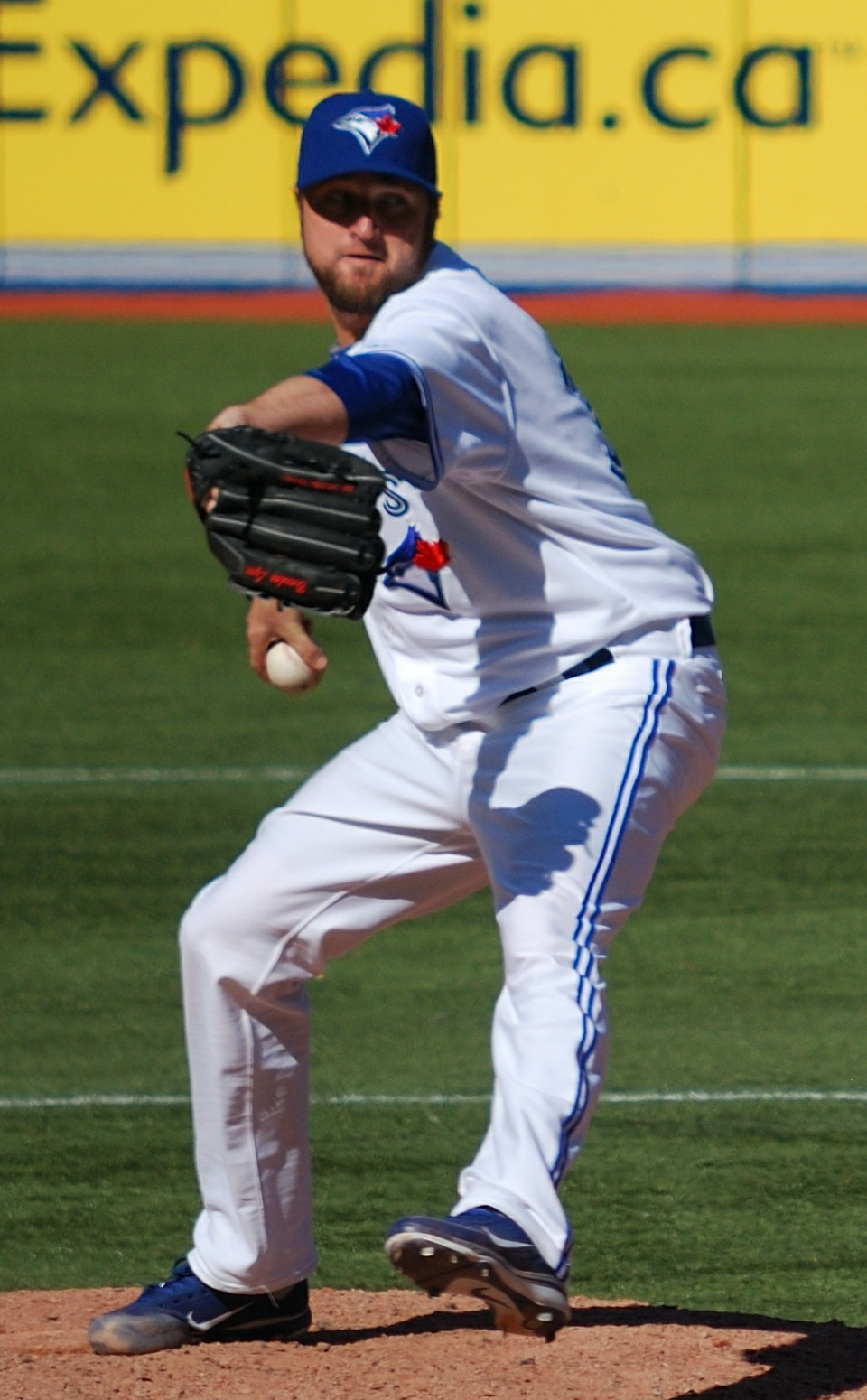
Brandon Lyon lançant pour Toronto en 2012.

Le 20 juillet 2012, les Astros échangent le lanceur gaucher J. A. Happ et les droitiers Brandon Lyon et David Carpenter aux Blue Jays de Toronto en retour de sept joueurs. Houston fait l'acquisition du releveur Francisco Cordero, du voltigeur Ben Francisco et de cinq athlètes évoluant en ligues mineures : le lanceur gaucher David Rollins, les droitiers Asher Wojciechowski, Kevin Comer et Joe Musgrove, et le receveur Carlos Pérez. 
Lyon remporte ses quatre décisions en 30 matchs à son retour à Toronto, avec une très belle moyenne de points mérités de 2,88 en 25 manches, 28 retraits sur des prises et un sauvetage. Il complète sa saison 2012 avec une fiche de 4-2, 63 retraits au bâton et une moyenne de 3,10 en 61 manches au monticule pour les Astros et les Jays.

### Mets de New York
Le 8 février 2013, Brandon Lyon signe un contrat d'un an avec les Mets de New York. Lyon effectue 37 sorties en relève pour les Mets en 2013 et maintient une moyenne de points mérités de 4,98 en 34 manches et un tiers lancées, avec deux victoires et deux défaites. Il est libéré le 9 juillet par le club. 

### Deuxième passage à Boston
Lyon retourne aux Red Sox de Boston le 19 juillet 2013. Après avoir brièvement été assigné aux Red Sox de Pawtucket, le club-école de la franchise, Lyon est libéré de son contrat sans avoir joué pour Boston.

### Angels de Los Angeles
En février 2014, Brandon Lyon signe un contrat des ligues mineures avec les Angels de Los Angeles mais ne joue qu'en ligues mineures.

## Vie personnelle
Brandon est marié à son épouse Sara et ils ont deux fils, Isaac, né le 26 janvier 2004[réf. nécessaire] et Andrew.